# Piotr Antropow
Piotr Jakowlewicz Antropow (ros. Пётр Я́ковлевич Антро́пов, ur. 20 września?/3 października 1905 we wsi Kulmież w guberni penzeńskiej, zm. 23 czerwca 1979 w Moskwie) – radziecki polityk, minister geologii i ochrony bogactw naturalnych ZSRR (1953–1962), Bohater Pracy Socjalistycznej (1954).

## Życiorys
W 1925 ukończył szkołę II stopnia, pracował w zakładach naftowych w Groznym, 1932 ukończył Moskiewski Instytut Geologiczno-Poszukiwawczy, pracownik naukowy tego instytutu, jako doktorant, później dziekan wydziału geologicznego i zastępca dyrektora instytutu, od 1932 w WKP(b). Od kwietnia 1933 zastępca dyrektora i główny inżynier Środkowoazjatyckiego Trustu Geologiczno-Poszukiwawczego w Taszkencie, od sierpnia 1933 główny inżynier Wschodniosyberyjskiego Trustu Geologiczno-Poszukiwawczego w Irkucku, 1935–1937 zarządca tego trustu. Od października 1937 do stycznia 1939 szef Głównego Zarządu Przemysłu Ołowiano-Cynkowego Ludowego Komisariatu Przemysłu Ciężkiego ZSRR, 1939–1940 i 1941–1942 I zastępca ludowego komisarza kolorowej metalurgii ZSRR, w sierpniu 1942 aresztowany, we wrześniu 1942 zwolniony, mianowany zastępcą członka Państwowego Komitetu Obrony Anastasa Mikojana. Od sierpnia 1945 pracował przy „projekcie atomowym” ZSRR, mianowany zastępcą szefa Pierwszego Głównego Zarządu Rady Ministrów ZSRR, który odpowiadał za budowę pierwszej radzieckiej bomby atomowej. Od 1949 szef Drugiego Głównego Zarządu przy Radzie Ministrów ZSRR, w lipcu-sierpniu 1953 zastępca ministra budowy maszyn średnich ZSRR, następnie 1953–1962 minister geologii i ochrony bogactw naturalnych ZSRR, od lutego 1962 ponownie zastępca ministra budowy maszyn średnich ZSRR, od 1963 do października 1965 zastępca przewodniczącego Państwowego Komitetu Budowy Maszyn Średnich ZSRR, od października 1965 ponownie zastępca ministra budowy maszyn średnich ZSRR. Deputowany do Rady Najwyższej ZSRR 3 i 4 kadencji. Pochowany na Cmentarzu Nowodziewiczym.

## Odznaczenia i nagrody
- Medal Sierp i Młot Bohatera Pracy Socjalistycznej (4 stycznia 1954)
- Order Lenina (pięciokrotnie)
- Order Czerwonego Sztandaru Pracy (czterokrotnie)
- Nagroda Stalinowska (1951)
- Nagroda Leninowska (1978)

I medale.